# Coscinia candida
Coscinia candida là một loài bướm đêm thuộc phân họ Arctiinae, họ Erebidae.